# Њу Хаптон (Ајова)
Њу Хаптон (енгл. New Hampton) град је у америчкој савезној држави Ајова. По попису становништва из 2010. у њему је живело 3.571 становника.

## Демографија
Према попису становништва из 2010. у граду је живело 3.571 становника, што је -121 (-3.3%) становника више него 2000. године.
| Група             | 2000.         | 2010.         |
| Белци             | 3.633 (98,4%) | 3.394 (95,0%) |
| Афроамериканци    | 0 (0,0%)      | 11 (0,3%)     |
| Азијати           | 17 (0,5%)     | 19 (0,5%)     |
| Хиспаноамериканци | 13 (0,4%)     | 138 (3,9%)    |
| Укупно            | 3.692         | 3.571         |